# Hyposmocoma confusa
Hyposmocoma confusa là một loài bướm đêm thuộc họ Cosmopterigidae. Nó là loài đặc hữu của Maui. The type locality is Olinda, ở đó nó was collected at an altitude of 4,000 feet.